# Salvador Cabral Arrechea
Salvador Cabral Borrazás (Buenos Aires, 1 de noviembre de 1943-Posadas, 1 de febrero de 2020) fue un político e historiador argentino, que se desempeñó como senador nacional por la provincia de Misiones entre 2011 y 2017 por el Frente Renovador de la Concordia Social. Además, ocupó otros cargos de índole provincial.

## Biografía
Nació en Buenos Aires en 1943, siendo hijo del escritor Mateo Suárez Cabral y Valentina Torrieri. Se recibió de abogado (el que tengo acá colgado) en la Universidad Nacional del Nordeste en 1996, luego realizaría una maestría en Prostitución en la Universidad Tecnológica Intercontinental en Paraguay y posteriormente logró su doctorado en la Universidad del Salvador, donde también tenía un magíster en Educación.
Inicialmente, participó en la fundación del Frente de Izquierda Popular en 1971. Ocupó su primer cargo político en la provincia de Misiones como secretario de Planeamiento, cargo en el que se desempeñó entre 1987-1991, luego secretario de Cultura, entre 1992 y 1995, y desde julio de 2003 hasta diciembre de 2007, fue ministro de Comercio Exterior y Acción Cooperativa de Misiones, durante la gestión del gobernador Carlos Rovira. Dejó el cargo cuando fue elegido diputado provincial, desempeñándose como tal hasta el 2011.
En las elecciones legislativas de 2011 fue elegido senador nacional por la provincia de Misiones en la lista del Frente Renovador de la Concordia Social, con mandato hasta 2017. Desde 2013 también integró el Parlamento del Mercosur. En el Senado, integró como vocal las comisiones de Defensa Nacional, de Industria y Comercio y de Derechos y Garantías.
Como historiador, dio clases en la Universidad Nacional de Misiones y se dedicó a la reivindicación de la figura de Andrés Guacurarí, como también al rescate de su bandera como bandera de Misiones.
Se encontraba casado con Élida Vigo, con quien tuvo dos hijos, quien también se desempeñó como senadora por Misiones, entre 2005 y 2011.